# Walther Schwieger
Walther Schwieger (ur. 7 kwietnia 1885 w Berlinie, zm. 5 września 1917 na Morzu Północnym) – niemiecki oficer marynarki wojennej, dowódca okrętu podwodnego U-20. Z jego polecenia zatopiono brytyjski parowiec RMS Lusitania.

## Życiorys
W marynarce od 1903 roku, a od 1911 w służbie na okrętach podwodnych. W 1912 roku objął dowodzenie nad U-14. Wraz z wybuchem I wojny światowej awansowany do stopnia Kapitänleutnant objął dowodzenie nad U-20.
7 maja 1915 roku U-20 storpedował parowiec Lusitania, w którego katastrofie zginęło 1198 pasażerów. Atak ten stał się jedną z pośrednich przyczyn przystąpienia Stanów Zjednoczonych do wojny.
Z rozkazu Schwiegera storpedowano także SS Hesperian (4 września) oraz SS Cymric (8 maja 1916 roku).
5 września 1917 roku jego okręt U-88 był ścigany przez HMS Stonecrop. U-Boot przypuszczanie trafił na minę i zatonął na północ od Terschelling na 53,57 N - 04,55 E.
Schwieger zatopił 49 statków. Był szóstym pod względem skuteczności dowódcą okrętu podwodnego z okresu I wojny światowej. Jego zwłoki spoczywają we wraku U-88.
Odznaczony Krzyżem Żelaznym I klasy oraz Pour le Mérite.